# Commandaria
Commandaria (também chamado de Commanderia e Coumadarka; em grego: κουμανδαρία, κουμανταρία; em grego cipriota: κουμανταρκά) é um vinho de sobremesa de cor âmbar produzido na região de Commandaria, no Chipre, no sopé dos Montes Troodos. O vinho Commandaria é feito de uvas secas ao sol das variedades Xynisteri [en] e Mavro [en]. Embora muitas vezes seja um vinho fortificado, por meio de seu método de produção, ele atinge altos níveis de álcool, em torno de 15%, já antes da fortificação. Representa um estilo de vinho antigo documentado no Chipre desde 800 a.C. e tem a distinção de ser o vinho com nome mais antigo do mundo ainda em produção, com o nome Commandaria remontando às cruzadas do século XII.

## História
O vinho tem uma longa história, que se diz remontar à época dos gregos antigos, quando era uma bebida popular em festivais. Um vinho de uva seca do Chipre foi descrito pela primeira vez em 800 a.C. pelo poeta grego Hesíodo e ficou conhecido, muito mais tarde, como o Maná Cipriota.
Durante as cruzadas, o vinho Commandaria foi servido no casamento do rei Ricardo I da Inglaterra com Berengária de Navarra, na cidade de Limassol, no século XII; foi durante o casamento que o rei Ricardo declarou que o Commandaria era "o vinho dos reis e o rei dos vinhos". Perto do final do século, ele vendeu a ilha para a Ordem dos Templários, que a vendeu para Guido de Lusinhão, mas manteve uma grande propriedade feudal em Kolossi [en], perto de Limassol, para si mesma. Essa propriedade era chamada de "La Grande Commanderie". A palavra "Commanderie" se referia ao quartel-general militar, enquanto Grande ajudava a distingui-lo de dois postos de comando menores na ilha, um perto de Pafos (Phoenix) e outro perto de Cirênia (Templos). Essa área sob o controle da Ordem dos Templários (e, posteriormente, dos Cavaleiros Hospitalários) ficou conhecida como Commandaria. Quando os cavaleiros começaram a produzir grandes quantidades de vinho para exportar para as cortes reais da Europa e para abastecer os peregrinos a caminho das terras sagradas, o vinho assumiu o nome da região. Assim, ele tem a distinção de ser o vinho com nome mais antigo do mundo ainda em produção.
Embora hoje seja produzido e comercializado com o nome Commandaria, no passado ele foi mencionado com vários nomes e grafias semelhantes. Em 1863, Thomas George Shaw, em seu livro Wine, the vine, and the cellar, refere-se a esse vinho como Commanderi e, em 1879, Samuel Baker refere-se a ele como Commanderia. Em 1833, Cyrus Redding, em seu livro A history and description of modern wines, faz referência ao vinho da "Commandery".
Diz a lenda que, no século XIII, Filipe II da França realizou a primeira competição de degustação de vinhos. O evento, chamado de Batalha dos Vinhos [en], foi registrado em um notável poema francês escrito por Henry d'Andeli [en] em 1224. A competição, que incluiu vinhos de toda a Europa e da França, foi vencida por um vinho doce de Chipre, que se acredita ser o Commandaria. A região de Commandaria propriamente dita caiu no controle de seu descendente Filipe IV em 1307, após a supressão da Ordem dos Templários.
Outra lenda diz que o sultão otomano Selim II invadiu a ilha apenas para adquirir o vinho Commandaria; também que as uvas usadas para fazer esse vinho eram as mesmas uvas exportadas para Portugal que acabaram se tornando famosas como fonte do vinho do Porto.

## Produção

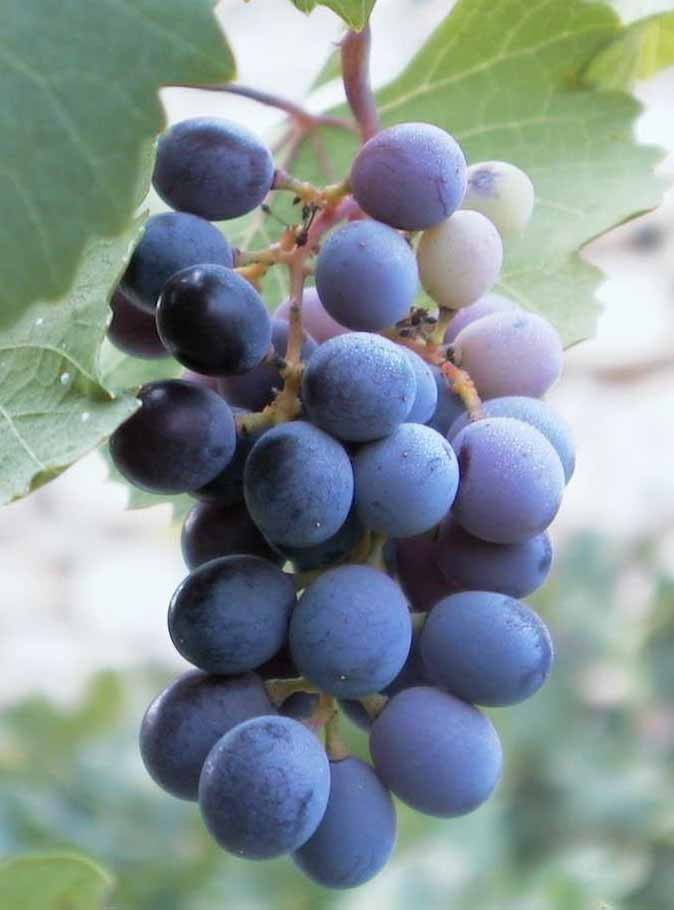
Uvas Mavro usadas na produção do vinho Commandaria.

O vinho Commandaria é produzido exclusivamente com dois tipos de uvas nativas do Chipre: Xynisteri [en] e Mavro [en]. As uvas são deixadas para amadurecer na videira e, quando o teor de açúcar atinge níveis aceitáveis (o que corresponde a um alto peso do mosto), elas são colhidas. Mais especificamente, a Xynisteri é colhida quando está em torno de 12 graus Baumé (°Bé) e a Mavro entre 15 e 16 °Bé. As uvas são então expostas ao sol para aumentar ainda mais a densidade do açúcar por meio da evaporação. Quando o peso do mosto atinge 19 a 23 °Bé, o suco é extraído por meio de esmagamento e prensagem. A fermentação ocorre em reservatórios e será interrompida naturalmente devido aos altos níveis de álcool alcançados, em torno de 15%. O processo acima deve ocorrer dentro dos limites de 14 vilarejos designados que ficam na região de Commandaria. O vinho Commandaria, por lei, é envelhecido por pelo menos dois anos em barris de carvalho, mas isso pode ocorrer fora da área designada acima no Chipre, sob controle rigoroso e sob as condições estabelecidas na legislação cipriota.
Uma vez concluída a fermentação, com um nível mínimo de álcool de 10% (que é frequentemente excedido), o teor alcoólico do Commandaria pode ser aumentado pela adição de álcool puro de uva a 95% ou de um destilado de vinho com pelo menos 70% de álcool, para um mínimo de 15% de álcool. No entanto, após essa adição, o teor alcoólico real do vinho não pode exceder 20%, enquanto seu potencial alcoólico total (incluindo o teor de açúcar) deve ser de pelo menos 22,5%. Assim, o Commandaria pode ser um vinho fortificado, mas a fortificação não é obrigatória.

As origens do método de produção não são definidas. Em seu poema Os Trabalhos e os Dias, escrito no século VII a.C., Hesíodo escreve:
Não se esqueça de colocar as uvas amadurecidas, dez noites no ar, nem de levá-las para dentro de casa durante o dia; lembre-se de mais cinco, quando o vinho for feito, para deixá-las descansar, para amadurecer na sombra; e na sexta, empregue-se rapidamente, para engarrafar o presente de Baco, senhor da alegria".
Plínio, o Velho, descreve métodos semelhantes empregados pelos gregos para fazer vinhos doces:
As uvas são deixadas na videira para secar ao sol... É feito secando as uvas ao sol e, em seguida, colocando-as por sete dias em um local fechado sobre barreiras, a cerca de sete pés do chão, tendo o cuidado de protegê-las à noite do orvalho: no oitavo dia, elas são pisadas: diz-se que esse método produz um licor de buquê e sabor requintados. O licor conhecido como melitites também é um dos vinhos doces.
Em seu relato, Samuel Baker descreve a produção em 1879:
... as uvas de Commandaria são colhidas e espalhadas sobre os telhados planos de barro das casas nativas e ficam expostas por vários dias até que apresentem sintomas de enrugamento da pele e os talos tenham secado parcialmente: elas são então prensadas..."
Ele afirma que a evolução desse método ocorreu mais por necessidade do que por escolha:
"Alguns viajantes imaginam que as uvas são propositalmente secas antes de serem prensadas; por outro lado, os habitantes me garantiram que a única razão para amontoar e expor sua colheita nos topos das casas é o perigo de deixá-la amadurecer no vinhedo. Nenhuma das parcelas é cercada e, antes que as uvas estejam suficientemente maduras para serem prensadas, elas são roubadas em grandes quantidades ou destruídas por gado, cabras, mulas e todos os animais perdidos que são atraídos pelos campos..."
O Commandaria era produzido pelas grandes indústrias de vinho (KEO [en], ETKO, LOEL e SODAP) e por alguns pequenos produtores locais da zona de denominação Commandaria. Atualmente, várias outras vinícolas modernas estão produzindo o vinho Commandaria de alta qualidade (Oenou Yi, Tsiakas, Kyperounda, etc.).
Os dados registrados por Samuel Baker em seu livro Cyprus - How I saw it in 1879 revelam que, no final do século XIX, o Chipre tinha uma produção anual de cerca de 300.000 okes, o equivalente a cerca de 385.000 litros (os dados refletem apenas a produção paga). Desse total, o Chipre exportou 180.103 okes do Porto de Limassol [en], das quais a grande maioria foi para a Áustria (155.000 okes avaliadas em 2.075 libras esterlinas).
Os números oficiais divulgados pela Comissão de Produtos de Vinha do Chipre mostram que há uma tendência geral de aumento nos volumes produzidos. Grande parte da produção do vinho Commandaria ainda é destinada à exportação.
| Ano                                                 | 1878    | 1879    | 2001    | 2002    | 2003    | 2004    | 2005    |
| Produção total (em quilogramas de uvas processadas) | 150.000 | 385.000 | 253.495 | 155.925 | 209.250 | 564.179 | 449.290 |
| Exportações totais (em litros)                      | 200.000 |         | 228.369 | 210.953 | 189.384 | 189.236 | 82.728  |

## Autenticação

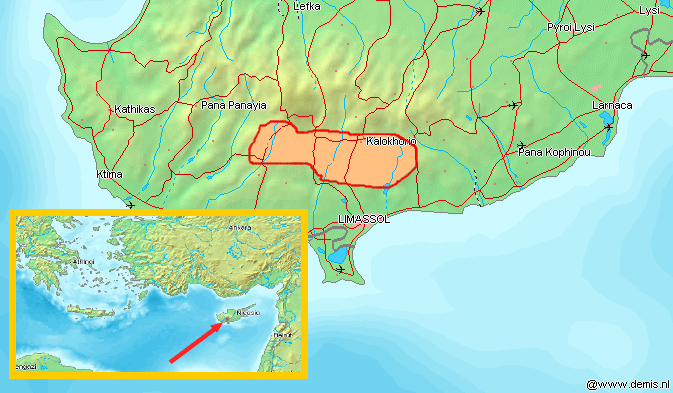
Mapa do sudoeste do Chipre delineando a região de Commandaria.

Atualmente, o vinho Commandaria possui uma denominação de origem protegida (DOP) na União Europeia, nos Estados Unidos e no Canadá. Pela legislação cipriota aprovada em 2 de março de 1990, ela só é produzida em um conjunto de 14 vilarejos vizinhos: Agios Georgios [en], Agios Konstantinos [en], Agios Mamas [en], Agios Pavlos [en], Apsiou [en], Gerasa [en], Doros [en], Zoopigi [en], Kalo Chorio [en], Kapilio [en], Laneia [en], Louvaras [en], Monagri [en] e Silikou [en]. A área designada recebeu o nome de Commandaria e está localizada nas encostas voltadas para o sul dos Montes Troodos, a uma altitude de 500 a 900 m, no distrito de Limassol. Só são permitidas uvas de vinhedos plantados há pelo menos quatro anos. A formação da videira deve seguir o método da taça e a rega é proibida. A formação da videira deve seguir o método do cálice e a rega é proibida. A colheita da uva só pode ser iniciada depois que a comissão de produtos vitícolas do Chipre der o sinal verde, com base no teor médio de açúcar das uvas. As uvas Xinisteri devem demonstrar um teor de açúcar de 212 g/L, enquanto a Mavro só pode se qualificar com uma leitura de 258 g/L ou mais. A concentração de açúcar é então aumentada colocando as uvas ao sol, geralmente por 7 a 10 dias, até uma janela rigorosa de 390 a 450 g/L.
Em fevereiro de 2006, a Associação de Produtos Vinícolas do Chipre selecionou uma taça de vinho Commandaria oficial, fabricada pela Riedel [en], uma empresa austríaca de taças de vinho.